# Parc national de la mer des Wadden du Schleswig-Holstein
Le parc national de la mer des Wadden du Schleswig-Holstein (en allemand Nationalpark Schleswig-Holsteinisches Wattenmeer) est de loin le plus grand parc national d'Allemagne avec une superficie de 4 410 km2. Il est situé sur une partie de la côte allemande de la mer du Nord, plus précisément sur le littoral du Schleswig-Holstein de la mer des Wadden, depuis la frontière Allemagne-Danemark au nord, jusqu'à l'estuaire de l'Elbe au sud. Troisième parc national allemand par sa date de création le 1er octobre 1985 et couvrant alors 272 000 hectares, il a été considérablement agrandi en décembre 1999 pour atteindre sa surface actuelle. 68 % de sa superficie sont en permanence sous l'eau et 30 %, principalement constitués de marais, sont régulièrement émergés.
Il est inscrit au patrimoine mondial de l'UNESCO depuis 2009 ainsi qu'en tant que réserve de biosphère depuis 1990. Avec le parc national de la mer des Wadden de Basse-Saxe (deuxième parc national allemand en superficie) et le parc national de la mer des Wadden de Hambourg, il forme le parc national de la mer des Wadden et couvre une très grande partie du littoral allemand sur la mer du Nord.

## Description
Il abrite de nombreuses vasières, certaines ayant une largeur de 40 km par endroits. Plus au sud se trouvent des zones de vasières qui contiennent des bancs de sable particulièrement grands. Les zones terrestres sont presque entièrement couvertes de marais salants, qui couvrent plus de 10 000 hectares, et une petite partie comprend des dunes de sable.

## Faune
L’eau salée, la marée et les vents forts caractérisent l’environnement dans la région de la mer des Wadden. Seuls des organismes extrêmement spécialisés peuvent faire face à ces conditions. Les poissons, les oiseaux nicheurs et la plupart des mammifères marins vivant dans la mer des Wadden l’utilisent comme nurserie. En outre, des colonies géantes d’oiseaux migrateurs visitent régulièrement la mer des Wadden au printemps et à l’automne en l’utilisant comme source de nourriture : avec plus de 10 millions d’oiseaux au printemps et en automne, la mer trilatérale des Wadden accueille le plus grand nombre d’oiseaux d’Europe. Environ 200 000 Eiders à duvet vivent ici ; environ 1000 couples d'eiders utilisent les vasières de la mer du Nord comme zone de reproduction. La plupart se trouvent sur l’île d’Amrum. D’énormes colonies d’oies bernaches (environ 60 000) ou de Bernaches cravant (environ 84 000) existent uniquement sur les îles et Halligen. Dans la mer des Wadden du Schleswig-Holstein, on trouve environ 700 espèces végétales et 2 500 espèces animales, dont 10 % sont endémiques. En plus des plantes et des animaux typiques de toute la mer des Wadden, un grand nombre de marsouins, de tadornes et de zostères marines peuvent être observés dans la partie du Schleswig-Holstein. On compte également des Phoques communs et des Phoques gris. Selon le décompte officiel de l’administration du parc national réalisé en 2017, environ 13 000 phoques communs vivent dans la mer des Wadden du Schleswig-Holstein, alors que le nombre de phoques gris n'est que de 140 animaux. 

## Galerie

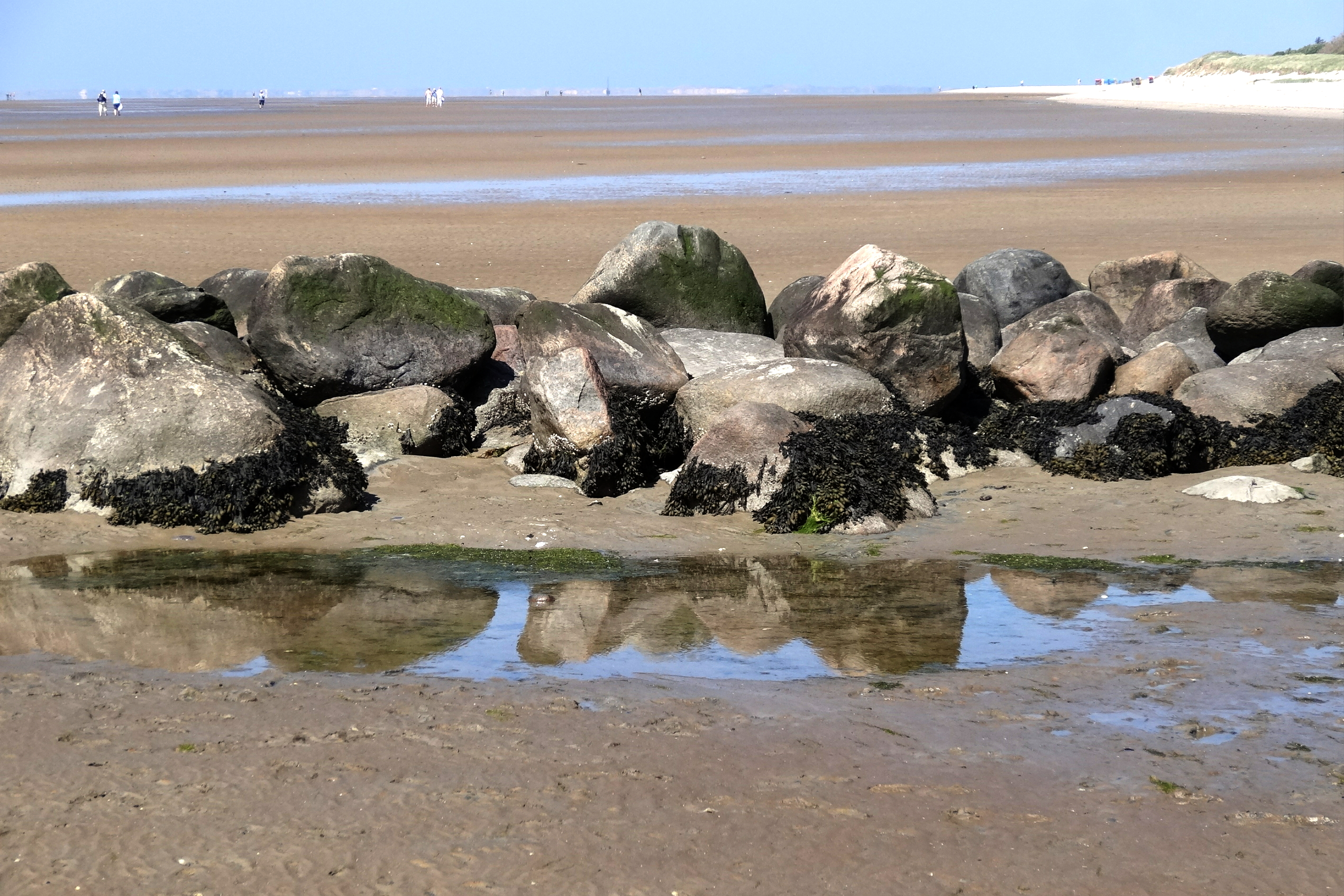
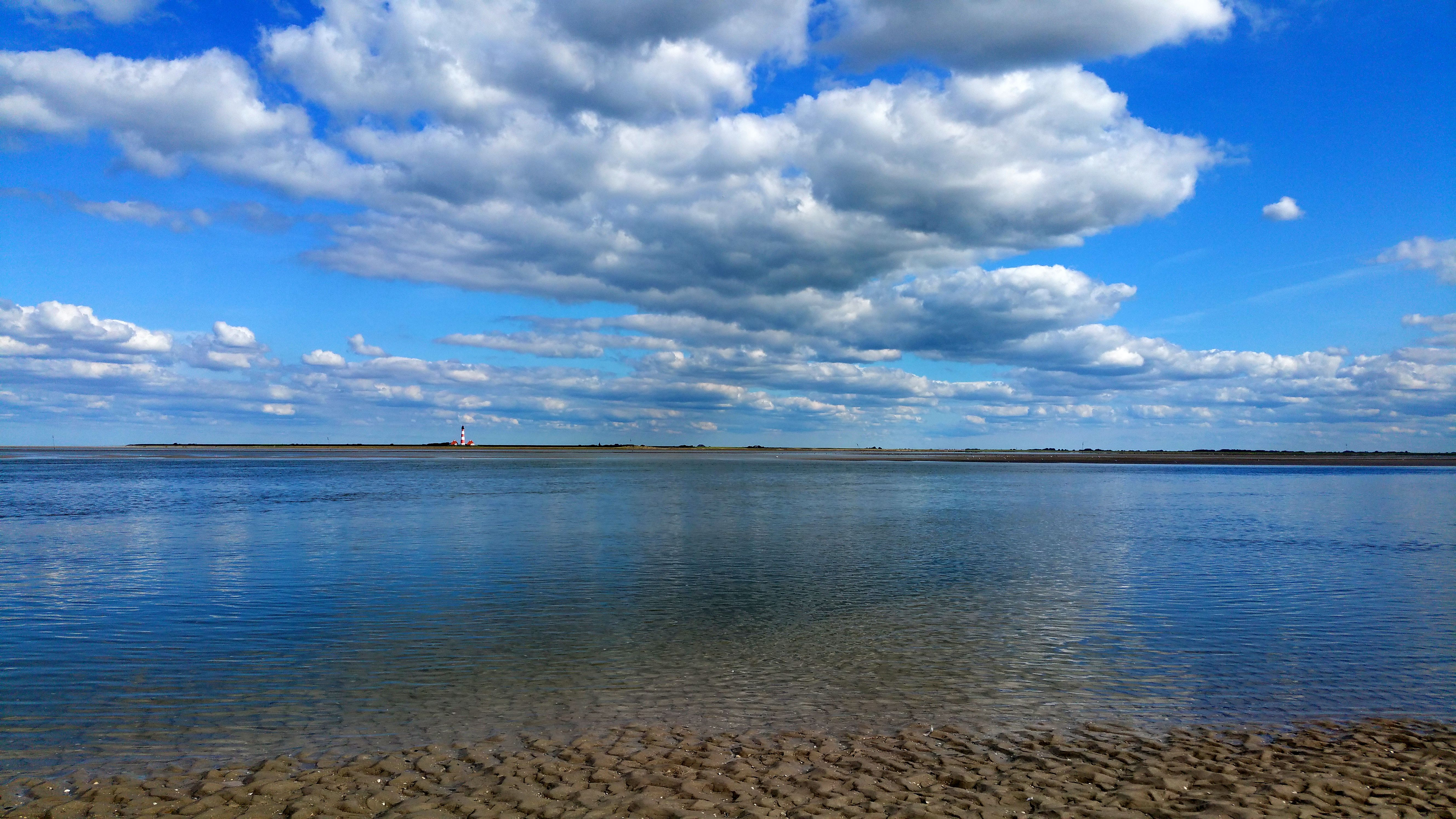
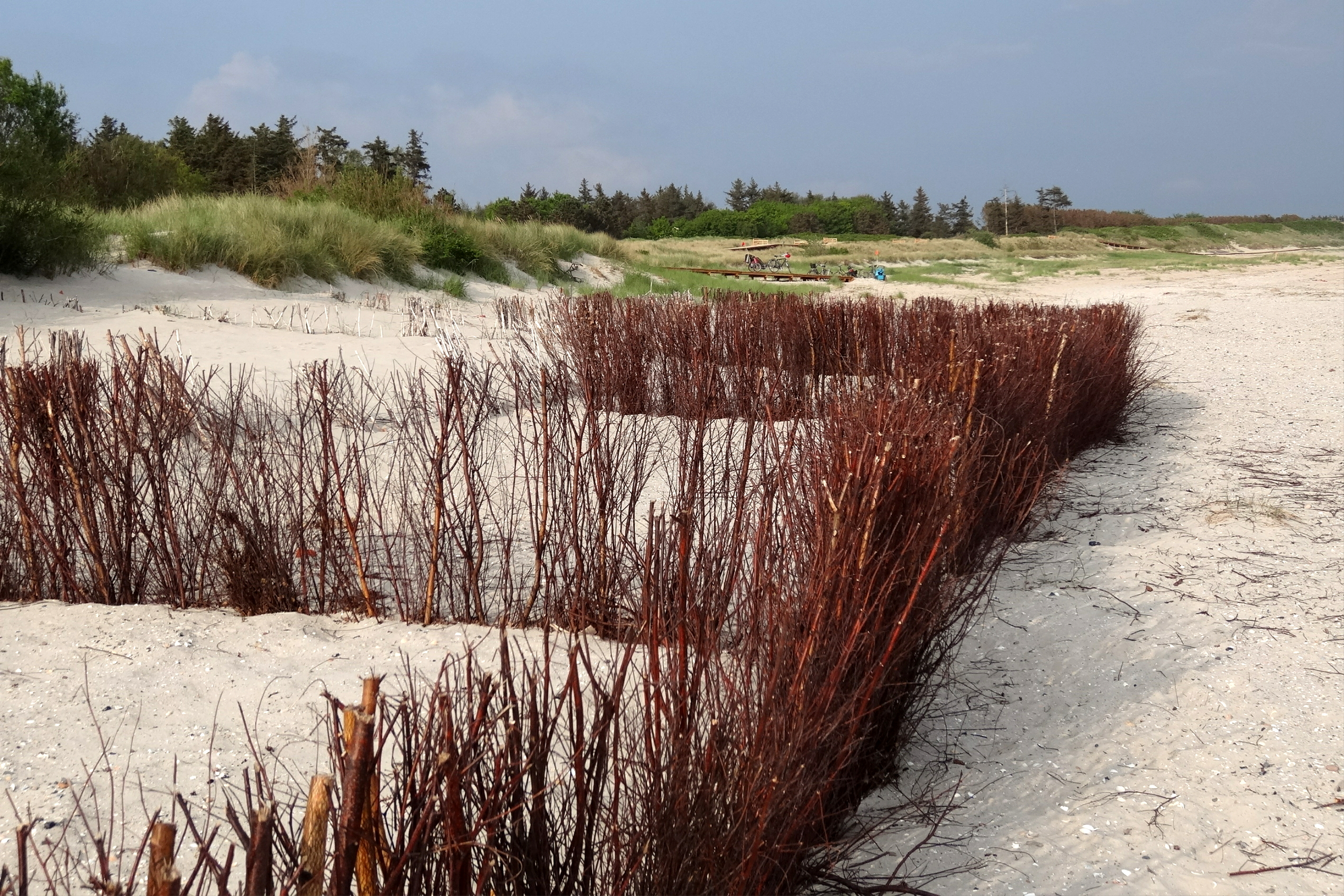
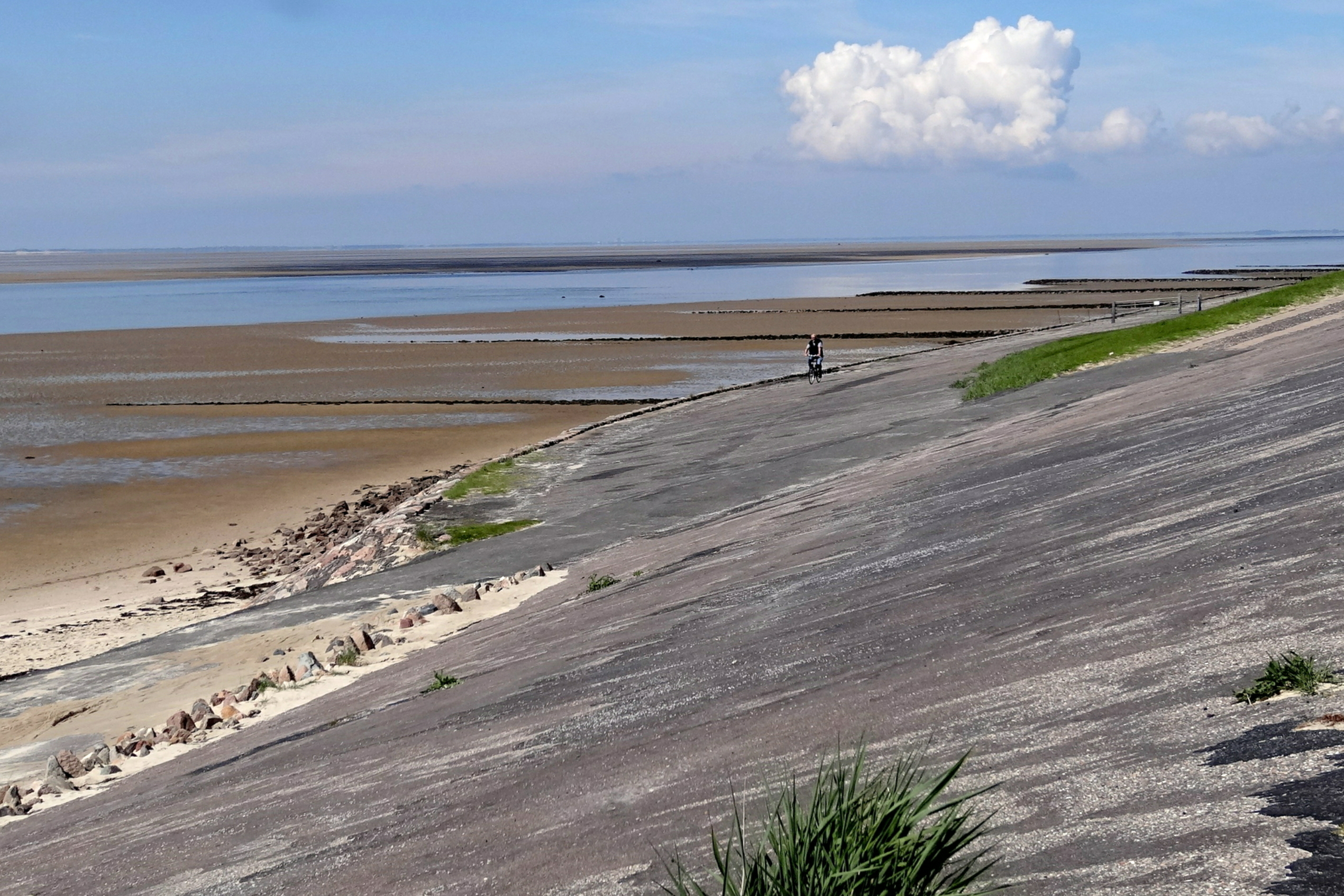
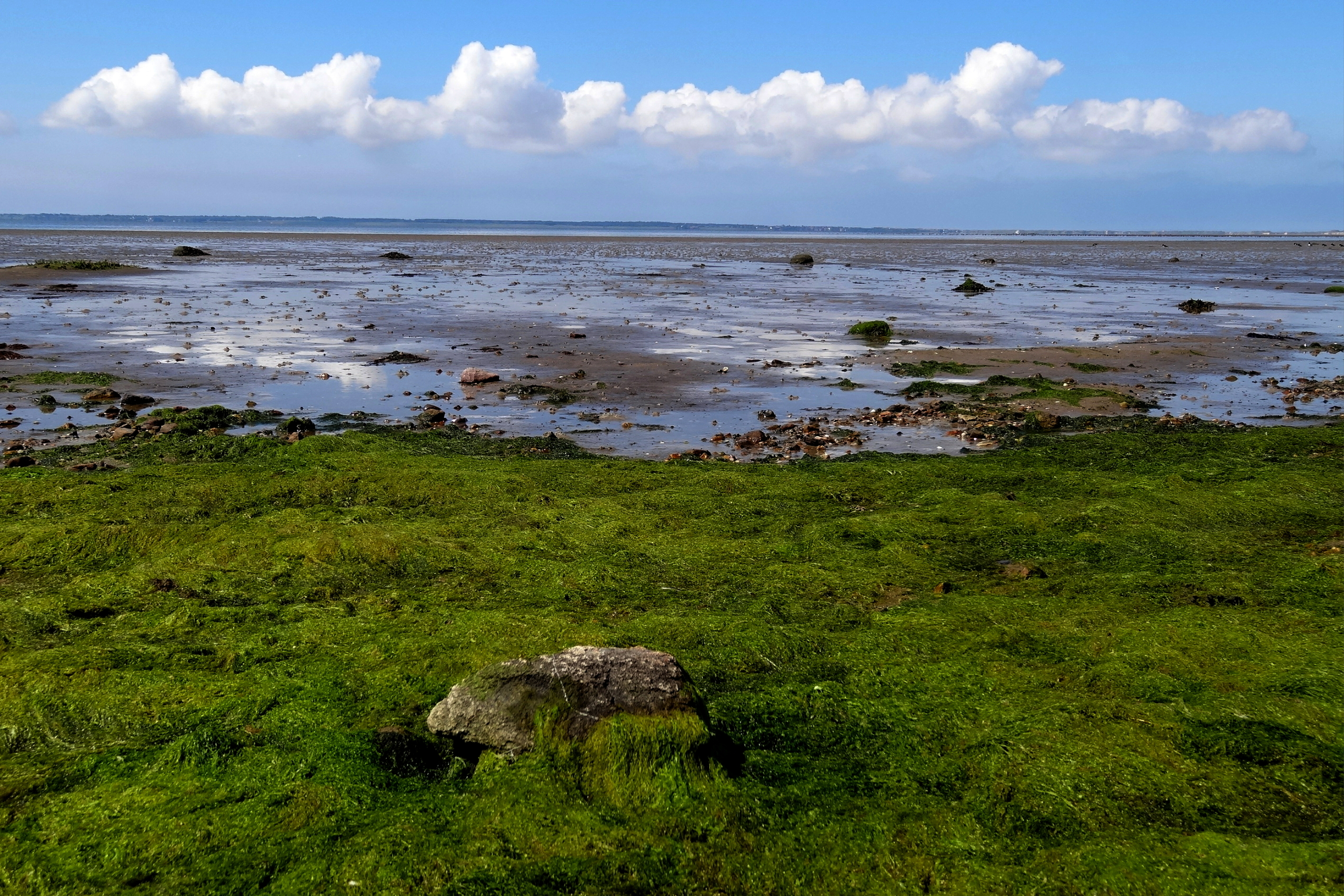